# Verwaltungsgemeinschaft Bernbeuren
Die Verwaltungsgemeinschaft Bernbeuren im oberbayerischen Landkreis Weilheim-Schongau besteht seit der Gemeindegebietsreform am 1. Mai 1978. Ihr gehören als Mitgliedsgemeinden an:
1. Bernbeuren, 2495 Einwohner, 41,65 km²
2. Burggen, 1726 Einwohner, 24,95 km²

Sitz der Verwaltungsgemeinschaft ist Bernbeuren.